# Diabrotica
Genre
Diabrotica est un genre d'insectes coléoptères de la famille des Chrysomelidae. Plusieurs espèces de ce genre sont des ravageurs très agressifs pour les cultures, notamment Diabrotica undecimpunctata (chrysomèle maculée du concombre), Diabrotica virgifera et Diabrotica barberi (deux espèces de chrysomèles des racines du maïs).

## Liste d'espèces
Selon ITIS (30 sept. 2010) :
- Diabrotica balteata J. L. LeConte, 1865
- Diabrotica barberi R. Smith & Lawrence, 1967
- Diabrotica cristata (Harris, 1836)
- Diabrotica lemniscata J. L. LeConte, 1868
- Diabrotica longicornis (Say, 1824)
- Diabrotica tibialis Jacoby, 1887
- Diabrotica undecimpunctata Mannerheim, 1843
- Diabrotica virgifera J. L. LeConte, 1868 - seule espèce européenne

## Liste des espèces et sous-espèces
Selon NCBI (30 sept. 2010) :
- Diabrotica adelpha
- Diabrotica amecameca
- Diabrotica balteata
- Diabrotica barberi
- Diabrotica biannularis
- Diabrotica cristata
- Diabrotica decempunctata
- Diabrotica dissimilis
- Diabrotica lemniscata
- Diabrotica limitata
  - sous-espèce Diabrotica limitata quindecimpuncata
- Diabrotica longicornis
- Diabrotica nummularis
- Diabrotica porracea
- Diabrotica scutellata
- Diabrotica sexmaculata
- Diabrotica speciosa
  - sous-espèce Diabrotica speciosa speciosa
- Diabrotica tibialis
- Diabrotica undecimpunctata
  - sous-espèce Diabrotica undecimpunctata duodecimnotata
  - sous-espèce Diabrotica undecimpunctata howardi
  - sous-espèce Diabrotica undecimpunctata undecimpunctata
- Diabrotica virgifera
  - sous-espèce Diabrotica virgifera virgifera
  - sous-espèce Diabrotica virgifera zeae
- Diabrotica viridula
- Diabrotica wartensis